# 山陽道野磨駅家跡
山陽道野磨駅家跡 （さんようどうやまのうまやあと）は、兵庫県赤穂郡上郡町落地にある駅家跡。2006年7月28日、国史跡に指定された。

## 概要
兵庫県の南西部、岡山県境付近に位置する古代山陽道跡とそれに面する官衙遺跡。八反坪地区とその北東にある飯坂地区に分かれる。八反坪地区では、古代山陽道西側の掘立柱塀による区画内に掘立柱建物の正殿と2棟の脇殿をコの字型に配置し、東面塀には八脚門が開く。飯坂地区では、築地による区画内に礎石建物の正殿、後殿、脇殿を整然と配置する。西面築地には山陽道に面して八脚門が開く。
古代には官道沿いに約16ｋｍの間隔で中継施設としての駅家を設置した。山陽道は唯一の大路として最も重視され、駅家は瓦葺白壁の建物として整備されたとされている。八反坪地区と飯坂地区の遺構は野磨駅家跡と考えられ、この地域に『大日本国法華経験記』などの説話にみえる毒蛇伝説に関わる「オロチ（落地）」の地名が遺存していることも、それを傍証する。八反坪地区の掘立柱建物群が初期野磨駅家で、飯坂地区の礎石建物群は瓦葺として整備された段階の野磨駅家であると考えられる。
古代山陽道野磨駅家跡は、駅家中枢施設の構造や機能、変遷が明確になるなど、古代国家の交通体系と地方支配体制を具体的に示すものとしてきわめて重要である。

## 史跡公園化
上郡町では山陽道野磨駅家跡を史跡公園化することになり、2021年から遺構の調査を再開した。